# فاطمة قنديل
فاطمة قنديل (1958 -) هي شاعرة وكاتبة مصرية، صدر لها العديد من الدواوين الشعرية، ومن أبرز مؤلفاتها رواية (أقفاص فارغة) الحاصلة على جائزة نجيب محفوظ للأدب عام 2022.

## حياتها
ولدت في السويس عام 1958، حاصلة على الدكتوراه عن أطروحتها "عن شعرية الكتابة النثرية لجبران خليل جبران". وحاصلة على الماجستير عن أطروحتها "التناص في شعر السبعينيات".

## مسيرتها
- أستاذ مساعد للنقد الأدبي الحديث بقسم اللغة العربية في كلية الآداب جامعة حلوان.
- تولت منصب نائب رئيس تحرير مجلة فصول للنقد الأدبي.
- رأست تحرير سلسلة الشعر المترجم التي تصدر عن المركز القومي للترجمة.[5]

## مؤلفاتها
| الكتاب                                  | التاريخ | ملاحظات               |
| --------------------------------------- | ------- | --------------------- |
| عشان نقدر نعيش                          | 1984    | شعر بالعامية المصرية. |
| حظر التجول                              | 1987    | شعر                   |
| الليلة الثانية بعد الألف                | 1990    | مسرحية شعرية          |
| صمت قطنة مبتلة                          | 1995    | شعر                   |
| التناص في شعر السبعينات (دراسة تمثيلية) | 1999    | [ 7 ]                 |
| أسئلة معلقة كالذبائح                    | 2008    | شعر                   |
| أنا شاهد قبرك                           | 2009    | شعر                   |
| بيتي له بابان                           | 2017    | شعر                   |
| أقفاص فارغة                             | 2021    | رواية                 |